# Skindred
Skindred es una banda británica de metal alternativo formado en Newport, Gales en 1998. El estilo musical de la banda es una mezcla entre heavy metal, rock alternativo y reggae. La banda también integra los elementos del hardcore punk, dancehall, jungle, ska, hip hop, drum and bass, dubstep y varias otras influencias en su música. La agrupación es bien destacada por sus energética y la participación de las actuaciones en vivo, y ha ganado varios premios, incluyendo "Best Live Band" en Reino Unido premios Metal Hammer 2011, Golden Gods Awards.

## Historia
Dub War se formó en Newport, Gales en 1993, y finalmente firmó con Earache Records. Como dice el vocalista Benji Webbe, "No nos dejaban grabar y no nos pagaban lo suficiente para seguir, esto nos hizo pelearnos entre nosotros hasta que no tuvimos más opción que separar nuestros caminos o acabar matándonos los unos a los otros." Dub War se separó en 1998, y Webbe formó Skindred con el bajista Daniel Pugsley, el guitarrista Mikey Dee, y el baterista Dirty Arya después de que Webbe fuera incapaz de juntar en un nuevo proyecto a otros miembros de Dub War. En 2002, Skindred lanzó su álbum de debut, Babylon. Tras ser remasterizado en 2003 en otro sello, el álbum se lanzó finalmente con Lava Records el 14 de agosto de 2004. El periodista de Allmusic Johnny Loftus dijo que "Skindred no parecen querer conscientemente la etiqueta de "reinventores"; simplemente tienen la misma ausencia de pretensiones que potenció los álbumes de Korn Korn y Vivid de Living Colour  -- trabajos que fueron realizados de manera visionaria con una honestidad inalterable tanto en la forma como en el contenido. [...] muy recomendable para fans de grupos del tipo de Soulfly y System of a Down, o cualquiera que busque un poco de música potente y que no haya caído víctima del yunque de la asimilación colectiva."
En Estados Unidos, el álbum llegó al n.º 1 en la lista Billboard "Top Reggae Albums", al n.º 5 en la lista Top Heatseekers y al nº189 en la Billboard 200, y el sencillo "Nobody" escaló hasta el nº14 en la lista Mainstream Rock Tracks y al nº23 en la lista Modern Rock Tracks en 2004. En 2005, el sencillo "Pressure" escaló hasta el nº30 en la lista Hot Mainstream Rock Tracks. En 2006, Babylon llegó una vez más hasta el n.º 1 en la lista Top Reggae Albums. El 23 de octubre de 2007, Skindred lanzó su segundo álbum, Roots Rock Riot con Bieler Bros. Records. En Estados Unidos, el álbum llegó al n.º 6 en la lista Top Heatseekers y al nº22 en la Top Independent Albums.

## Estilo musical
Skindred aglutina influencias del nu metal, el punk y el reggae . El grupo define su estilo como "Ragga metal". Benji Webbe, bromeando, lo ha redefinido como "nu-reggae", refiriéndose al término nu metal. Pese a que Skindred ha sido a veces comparado con Bad Brains, Webbe afirma que "Para alguien que no sabe nada de música reggae, por supuesto que vamos a sonarle como Bad Brains. Es como si alguien que no sabe nada de ópera diría que Pavarotti suena como Mario Lanza. Pero cuando tienes el oído entrenado y sabes lo que buscas, vas a decir, 'Joder no, Mario Lanza no suena para nada como Pavarotti.'"

## Influencia
Según la propia banda, los grupos que más han influido en ellos han sido Specials, The Police y Clash. El grupo se autodenomina como "los nietos de esas grandes bandas británicas." Pero que en vez de mezclar el Ska/Rock, ellos usaban ritmos del Raggamuffin jamaicano junto al metal punk de la escena heavy. Por otro lado, el vocalista Benji Webbe se ha declarado, en varias ocasiones, muy fan de la banda estadounidense Korn.

## Miembros del grupo
- Benji Webbe — vocalista
- Mikey Demus — guitarrista
- Dan Pugsley — bajista
- Arya Goggin — baterista

## Miembros anteriores
- Jeff Rose — guitarrista[12]
- Martyn "Ginge" Ford — baterista[12]

## Discografía
| Año  | Álbum                      |
| ---- | -------------------------- |
| 2002 | Babylon                    |
| 2007 | Roots Rock Riot            |
| 2009 | Shark Bites and Dog Fights |
| 2011 | Union Black                |
| 2014 | Kill the Power             |
| 2015 | Volume                     |
| 2018 | Big Tings                  |
| 2023 | Smile                      |

## Sencillos
| Año  | Título                               | Posición | Posición      | Posición       | Álbum                      |
| Año  | Título                               | U.S.     | U.S. Mod Rock | U.S. Main Rock | Álbum                      |
| ---- | ------------------------------------ | -------- | ------------- | -------------- | -------------------------- |
| 2004 | "Nobody"                             | —        | 23            | 14             | Babylon                    |
| 2004 | "Pressure"                           | —        | —             | 30             | Babylon                    |
| 2007 | "Ratrace"                            | —        | —             | —              | Roots Rock Riot            |
| 2008 | "Trouble"                            | —        | —             | —              | Roots Rock Riot            |
| 2009 | "Electric Avenue"                    | —        | —             | —              | Electric Avenue - Single   |
| 2009 | "Stand for Something"                | —        | —             | —              | Shark Bites and Dog Fights |
| 2009 | "You Can't Stop It"                  | —        | —             | —              | Shark Bites and Dog Fights |
| 2011 | "Warning" (featuring Jacoby Shaddix) | —        | —             | —              | Union Black                |
| 2011 | "Cut Dem"                            | —        | —             | —              | Union Black                |
| 2013 | "Ninja"                              | —        | —             | —              | Kill The Power             |
| 2013 | "Kill The Power"                     | —        | —             | —              | Kill The Power             |
| 2015 | "Under Attack"                       | —        | —             | —              | Volume                     |
| 2018 | "Machine" (featuring Phil Campbell)  | —        | —             | —              | Big Tings                  |
| 2022 | "Gimme That Boom"                    | —        | —             | —              | Gimme That Boom            |

## Videoclips
| Año  | Título                   | Director      |
| ---- | ------------------------ | ------------- |
|      | "Set it Off"             | Matt Bass     |
| 2004 | "Nobody"                 | Wendy Morgan  |
| 2005 | "Pressure"               | Vem Yenovkian |
| 2007 | "Rat race"               | Skindred      |
| 2008 | "Trouble"                | Ray Moody     |
| 2009 | "Stand For Something"    | Tim Fox       |
| 2011 | "Warning"                | Tim Fox       |
| 2011 | "Cut Dem"                | Tim Fox       |
| 2012 | "Doom Riff"              |               |
| 2012 | "Game Over"              | Tim Fox       |
| 2013 | "Ninja"                  | Dan Sturgess  |
| 2013 | "Kill The Power"         | Dan Sturgess  |
| 2013 | "The Kids Are Right Now" | Dan Sturgess  |
| 2015 | "Under Attack"           |               |
| 2015 | "Volume"                 |               |
| 2016 | "Sound The Siren"        | Dan Sturgess  |
| 2018 | "Machine"                |               |
| 2018 | "That's My Jam"          |               |